# 1. division 1963
La 1. Division 1963 è stata la 50ª edizione della massima serie del campionato danese di calcio conclusa con la vittoria del Esbjerg fB, al suo terzo titolo e secondo consecutivo.
Capocannoniere del torneo fu Mogens Haastrup del B 1909 con 21 reti.

## Classifica finale
|    | Classifica  | G  | V  | N | P  | GF | GS | DR  | Pti |
| -- | ----------- | -- | -- | - | -- | -- | -- | --- | --- |
| 1  | Esbjerg fB  | 22 | 15 | 3 | 4  | 56 | 28 | +28 | 33  |
| 2  | B 1913      | 22 | 11 | 3 | 8  | 48 | 44 | +4  | 25  |
| 3  | B 1903      | 22 | 9  | 7 | 6  | 45 | 43 | +2  | 25  |
| 4  | B 1909      | 22 | 9  | 5 | 8  | 57 | 48 | +9  | 23  |
| 5  | AGF         | 22 | 10 | 3 | 9  | 45 | 40 | +5  | 23  |
| 6  | Vejle       | 22 | 9  | 5 | 8  | 39 | 43 | -4  | 23  |
| 7  | KB          | 22 | 9  | 4 | 9  | 49 | 49 | 0   | 22  |
| 8  | B 1901 (*)  | 22 | 8  | 5 | 9  | 37 | 33 | +4  | 21  |
| 9  | AB          | 22 | 6  | 8 | 8  | 49 | 48 | +1  | 20  |
| 10 | Brønshøj BK | 22 | 5  | 9 | 8  | 38 | 44 | -6  | 19  |
| 11 | Aalborg (*) | 22 | 7  | 4 | 11 | 30 | 46 | -16 | 18  |
| 12 | Køge BK     | 22 | 3  | 6 | 13 | 33 | 60 | -27 | 12  |

(*) Squadre neopromosse

## Verdetti
- Esbjerg fB Campione di Danimarca 1963.
- Esbjerg fB ammesso alla Coppa dei Campioni 1964-1965.
- Aalborg e Køge BK retrocesse.